# Jarosław (województwo zachodniopomorskie)
Jarosław (niem. Marienau) – osada w Polsce położona w województwie zachodniopomorskim, w powiecie drawskim, w gminie Złocieniec.
W latach 1975–1998 miejscowość administracyjnie należała do województwa koszalińskiego. W roku 2007 osada liczyła 9 mieszkańców. Miejscowość wchodzi w skład sołectwa Kosobudy.

## Geografia
Osada leży ok. 2,5 km na południowy zachód od Kosobud, nad południowym brzegiem jeziora Kańsko.